# Christian August Vilhelm Louis Taube
Christian August Vilhelm Louis Taube, född 19 september 1767 i Hannover, död 15 september 1801 i Hovs församling, Östergötlands län, var en svensk kammarherre.

## Biografi
Christian August Vilhelm Louis Taube föddes 1767 i Hannover. Han var son till Jakob Johan Taube och Hippolite Eleonora von Albedyl. Taube blev 8 juni 1787 kammarjunkare och 14 juni 1787 kammarherre hos drottningen. Han avled 1801 på Hovgården i Hovs socken.

### Familj
Taube gifte sig 28 april 1795 i Stralsund med statsfrun Johanna Vilhelmina Louisa Henrietta Pollet (1779–1857) hos drottning Fredrika Dorotea Vilhelmina, dotter till generallöjtnanten Johan Frans Pollet och Johanna Helena von Pachelbel. De fick tillsammans barnen översten Gustaf Taube (1796–1852) och hovfröken Augusta Taube (1801–1874) som var gift med landshövdingen greve Gustaf Erik Frölich.